# Front Unit Tàmil
El Front Unit Tàmil (Tamil United Front, TUF) fou un partit polític tàmil de Sri Lanka.
Es va formar el 1972 per la unió del Partit Federal de Ceilan, el Congrés Tàmil de Ceilan (All Ceylon Tamil Congress) i altres grups menors. Formalment es va adoptar un programa favorable a la independència. La bandera del front fou vermella amb un sol groc que fou de facto la bandera de la nació tàmil de Sri Lanka.
El 14 de maig de 1976 el Front Unit Tàmil va aprovar l'anomenada resolució de Vaddukkodai en la que s'afermà "...la restauració i reconstrucció d'un estat tàmil lliure, secular i socialista basat en el dret d'autodeterminació inherent a cada nació es fa inevitable en ordre a salvaguardar l'existència de la nació tàmil en aquest país". Tot seguit el Front Unit Tàmil va passar a ser el Front Unit d'Alliberament Tàmil